# Zabajkal'skij rajon
Lo Zabajkal'skij rajon (in russo Забайкальский район?) è un municipal'nyj rajon del Territorio della Transbajkalia, nell'Estremo Oriente russo, istituito nel 1967. Ricopre una superficie di 5 253,65 chilometri quadrati e ha una popolazione di 19 795 abitanti. Il centro amministrativo è l'insediamento di tipo urbano di Zabajkal'sk. Il rajon è suddiviso in un insediamento di tipo urbano e 7 comuni rurali. Il maggior fiume del territorio è l'Argun' che segna il confine con la Cina.